# C/2010 X1 (Élénine)
Pour les articles homonymes, voir Élénine.
C/2010 X1 (Élénine) est une comète à longue période découverte par l'astronome russe Léonid Élénine le 10 décembre 2010 à l'observatoire robotisé de l'International Scientific Optical Network (ISON), au Nouveau-Mexique, États-Unis, et disloquée lors d'une éruption solaire le 10 août 2011. Au moment de la découverte, la comète avait une magnitude apparente de 19,5 soit 150 000 fois plus faible que la magnitude 6,5 qui est la limite pour une visibilité à l'œil nu. Le découvreur, Léonid Elénine, estime que le noyau de la comète mesure entre 3 et 4 kilomètres de diamètre. Au mois d'avril 2011, la comète atteint environ la magnitude 15 (qui correspond approximativement à celle de Pluton) et le coma de la comète est estimée à 80 000 km de diamètre.
C/2010 X1 aurait dû atteindre le périhélie (point de son orbite le plus proche du Soleil) le 10 septembre 2011, soit une distance au Soleil de 0,482 4 unité astronomique. Le 16 octobre, la comète Elénine devait passer à environ 0,233 ua de la Terre (environ 34 900 000 km) à une vitesse relative de 86 000 km/h. Les éphémérides du Centre des planètes mineures montrent que cette comète relativement brillante atteint la magnitude apparente 6 vers la mi-octobre 2011 mais jusqu'à ce que le degré d'activité de la queue soit mieux connu, le niveau de brillance qu'atteindra la comète restait encore incertain. Elénine aurait dû effectuer au matin du 8 octobre 2011, dans le ciel nocturne, sa conjonction la plus proche avec la comète 45P/Honda-Mrkos-Pajdušáková avant d'entrer en conjonction avec Mars le 15 octobre 2011.
La comète était en opposition, à 178° du Soleil, le 14 mars 2011 puis de nouveau le 22 novembre, à 175° du Soleil. L'angle minimum entre la comète et le Soleil était prévu pour le 26 septembre (1,9°), et entre le 28 juillet et le 10 octobre, la comète devait être positionnée à moins de 45° du Soleil.
À son prochain périhélie, en utilisant l'époque d'août 2011, Kazuo Kinochita montre que C/2010 X1 a une période orbitale héliocentrique de 600 000 ans mais comme elle se trouve sur une orbite fortement excentrique, la comète sera fréquemment perturbée par les planètes en quittant le système solaire interne. Pour des objets à si grande excentricité, les coordonnées barycentriques sont plus stables que les coordonnées héliocentriques. L'orbite d'une comète à longue période est correctement obtenue lorsque l'orbite osculatrice est estimée à une époque située après que la comète a quitté la région planétaire et que cette orbite est calculée par rapport au centre de masse du système solaire. En utilisant les éphémérides du JPL Horizons On-Line Ephemeris System avec un arc orbital d'observation de 147 jours, les éléments orbitaux barycentriques pour l'époque du 1er janvier 2020 génèrent un demi-grand axe de 515 ua et une période d'environ 11 700 ans.
Avant d'entrer dans la région planétaire (époque 1950), Elénine avait une période orbitale barycentrique estimée à ~3,5 millions d'années avec une distance de l'apoapse (quasi égale à celle de l'aphélie) d'environ 46 400 ua (0,73 années-lumière). Elénine était alors probablement située dans le nuage d'Oort extérieur avec une orbite chaotique due à une faible attraction gravitationnelle du Soleil et qui était donc aisément perturbée par les étoiles s'étant approchées du système solaire.

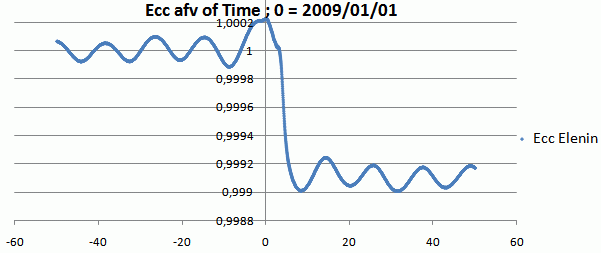
Tracé montrant comment la comète Elénine arrive dans la région planétaire sur une orbite hyperbolique et après le périhélie est perturbée de telle sorte qu'elle se place sur une orbite elliptique rattachée au Soleil. (Excentricité dans quel repère ??)